# Dirceu de Mello

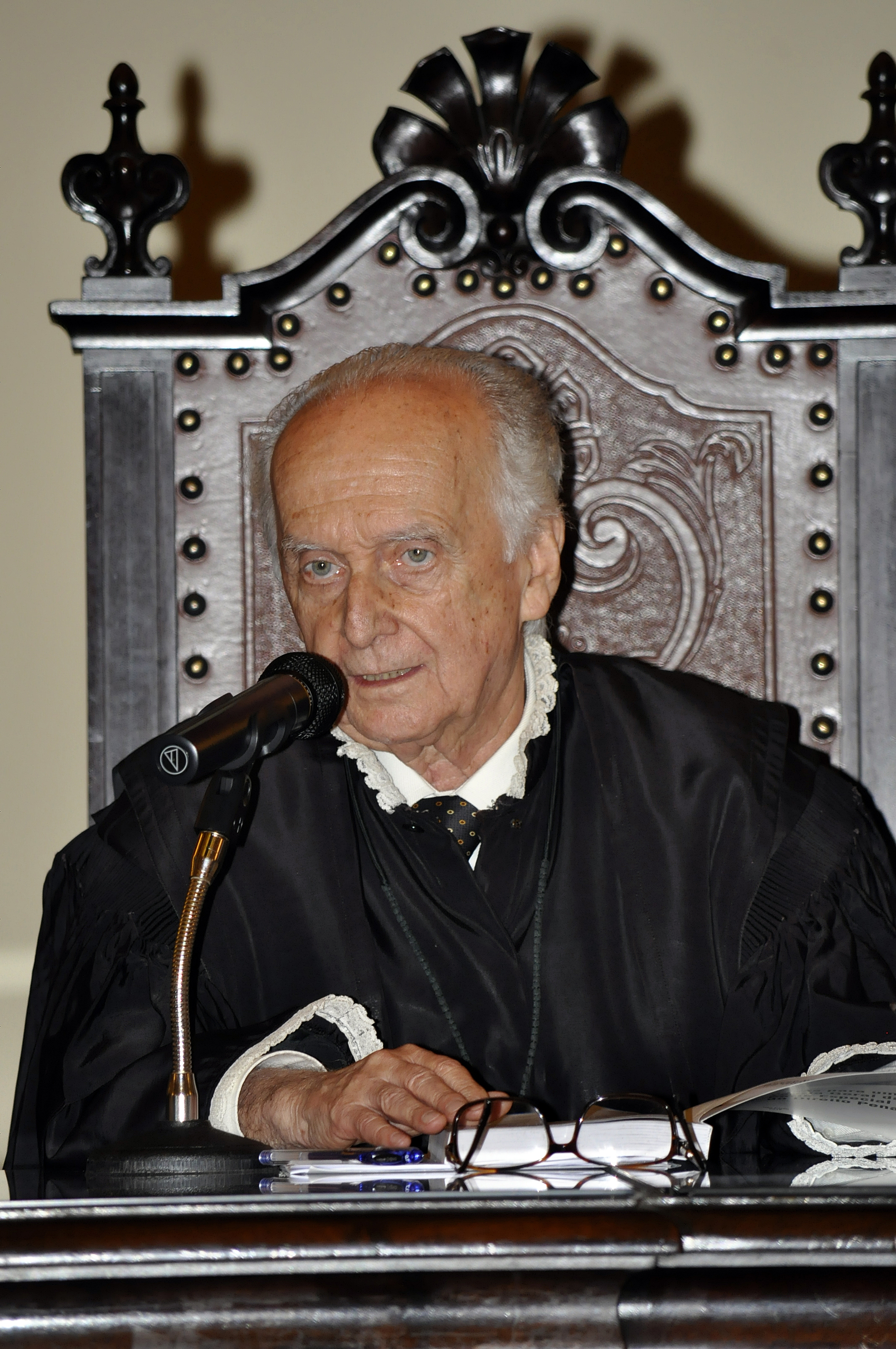
Dirceu de Mello

Dirceu de Mello OMM (Itapetininga, 2 de agosto de 1929 – São Paulo, 24 de fevereiro de 2025) foi um acadêmico, professor, escritor, magistrado e jurista brasileiro. Foi presidente do Tribunal de Justiça do Estado de São Paulo (TJSP) e reitor da Pontifícia Universidade Católica de São Paulo (PUC-SP).
Foi também professor concursado de Direito Penal da Faculdade de Direito da Universidade de São Paulo e professor titular de Direito Penal da Faculdade Paulista de Direito da PUC-SP.

## Formação Acadêmica
Graduação em Direito pela Faculdade de Direito da Universidade de São Paulo.
Doutor em Direito pela Pontifícia Universidade Católica de São Paulo.
Livre-Docente em Direito pela Pontifícia Universidade Católica de São Paulo.
Professor Titular de Direito Penal da Faculdade de Direito da Pontifícia Universidade Católica de São Paulo, mediante concurso de provas e títulos.

## Ministério Público do Estado de São Paulo
Integrou o Ministério Público do Estado de São Paulo entre 1954/1979, sendo Secretário e Vice-Presidente da Associação Paulista do Ministério Público (1966/1967 e 1968/1969). Foi Procurador de Justiça entre os anos de 1976 e 1979.
Ainda como membro do Ministério Público do Estado de São Paulo, regularmente afastado do cargo, exerceu as funções de Chefe de Gabinete (hoje Secretário Adjunto) do Secretário da Justiça do Estado de São Paulo, Prof. Manoel Pedro Pimentel.

### Esquadrão da Morte
Destacou-se, juntamente com Hélio Bicudo, por sua atuação no combate ao Esquadrão da Morte, grupo de extermínio, surgido na década de 60, formado por policiais, membros do Poder Executivo, do Poder Judiciário e do Empresariado. Denunciou o Delegado Sérgio Fernando Paranhos Fleury e outros policiais pelos crimes cometidos, em plena vigência do Ato Institucional nº5.
Em razão do combate ao Esquadrão da Morte e de todas as outras investigações de violações dos direitos humanos que conduziu neste período, teve o seu nome incluído, juntamente com o de Hélio Bicudo, no Serviço Nacional de Informações (SNI).

## Tribunal de Justiça do Estado de São Paulo
No Tribunal de Justiça do Estado de São Paulo, onde permaneceu por quase vinte anos, como Desembargador, foi, sucessivamente, 2º Vice-Presidente (1994/1995), 1º Vice-Presidente (1996/1997) e Presidente (1998/1999).
Como Presidente do Tribunal, construiu o Fórum Criminal da Barra Funda e o Arquivo Judiciário, iniciou a informatização do Tribunal e criou o Juizado Especial Itinerante.
Foi Juiz do Tribunal de Alçada Criminal de São Paulo entre 1979 e 1981.
Em 1998, Dirceu de Mello foi admitido pelo presidente Fernando Henrique Cardoso à Ordem do Mérito Militar no grau de Oficial especial.

## Pontifícia Universidade Católica
Na Pontifícia Universidade Católica de São Paulo, onde ingressou como professor em 1969, ocupou, sucessivamente, os cargos de Diretor do Curso de Estágio Profissional (1974), Chefe do Departamento de Direito Penal e Processual Penal da Faculdade de Direito (1975/1976, 1980/1981 e 2000/2001), Vice-Diretor da Faculdade de Direito (1976/1977), Diretor Geral do Centro de Ciências Jurídicas, Econômicas e Administrativas (1977/1978, 2006/2009) e Diretor da Faculdade de Direito (2002/2005).
Desde 1980, coordena o curso de pós-graduação stricto sensu na área de Direito Penal.

### Invasão da PUC pelo Coronel Erasmo Dias
No dia 22 de setembro de 1977, a PUC foi invadida pelo Coronel Erasmo Dias e mais de 3 mil policiais, munidos de cassetetes e bombas, com o escopo de prender os 2 mil alunos que realizavam um ato contrário à Ditadura Militar. Juntamente com o então Diretor da Faculdade de Direito, Hermínio Alberto Marques Porto, e com a então Reitora, Nadir Kfouri, defendeu os estudantes e lutou contra a invasão.

### Direção da Faculdade de Direito
Foi eleito, em 2001, Diretor da Faculdade de Direito, pela chapa de oposição, com mais de 90% dos votos dos estudantes. Em sua gestão como Diretor, a PUC figurou pela primeira (e única) vez em sua história como a primeira colocada no Exame da OAB, superando a tradicional Faculdade de Direito da Universidade de São Paulo.

### Demissões em massa na gestão da Reitora Maura Véras
Destacou-se, na condição de membro do Conselho Universitário, como ferrenho opositor às demissões em massa de centenas de Professores e Funcionários, no ano de 2006.

### Reitoria da PUC
Foi eleito pela comunidade acadêmica da PUC-SP, em 24 de outubro de 2008, com mais votos do que os outros três candidatos somados, para ocupar o cargo de Reitor, pelos próximos quatro anos, com sua eleição ratificada pelo cardeal-arcebispo Dom Odilo Scherer.
Em sua gestão, a PUC-SP cresceu em todos os rankings nacionais e internacionais de educação, consolidando-se como a 2ª melhor Universidade particular do país e a 10ª instituição de ensino, contando com as particulares e as públicas. Entre as Universidades da América Latina, cresceu inúmeras posições e consolidou-se como a 28ª melhor Universidade da América Latina.
Em 31 de agosto de 2012, foi, mais uma vez, eleito pela comunidade acadêmica para ocupar o cargo de Reitor, para o quadriênio 2013-2016. Contudo, quando a lista tríplice seguiu para a ratificação do cardeal-arcebispo Dom Odilo Scherer, este optou por indicar Anna Cintra, a terceira e última colocada nas eleições.

## Honrarias
- Grã Cruz da Ordem do Mérito Judiciário do Trabalho, Tribunal Regional do Trabalho da 2ª Região (2007).
- Medalha Comemorativa dos 60 anos aos protagonistas da história da instituição, Pontifícia Universidade Católica de São Paulo (2006).
- Colar do Mérito Judiciário, Tribunal de justiça do Estado De São Paulo (1999).
- Medalha Constitucionalista, Sociedade Veteranos de 1932 - MMDC (1999).
- Medalha Mérito Naval, Presidência da República (1999).
- Medalha de Mérito Cruz da Terra Santa, Ordre Militaire et Hospitalier de Saint-Lazare de Jerusalém (1999).
- Medalha Mérito Aeronáutico, Presidência da República (1998).
- Medalha Mérito Militar, Ministério do Exército - Comando da Região Sudeste (1998).
- Medalha Imperador Dom Pedro I, Soberana Ordem Dom Pedro I (1998).
- Medalha Bicentenário do Nascimento de Dom Pedro I, Comissão de Eventos Comemorativos do Bicentenário de Dom Pedro I (1998).
- Medalha Brigadeiro Tobias, Polícia Militar do Estado de São Paulo (1996).
- Colar do mérito Institucional, Ministério Público do Estado De São Paulo (1978).
- Título de Cidadão Paulistano, Câmara Municipal de São Paulo (1999).
- Título de Cidadão Emérito Sorocabano, Câmara Municipal de Sorocaba (2009).
- Título de Cidadão Sorocabano, Câmara Municipal de Sorocaba (1998).
- Título de Cidadão Ribeirãopretano, Câmara Municipal de Ribeirão Preto (1999).
- Título de Cidadão Prudentino, Câmara Municipal de Presidente Prudente (1999).
- Título de Cidadão São-Bernardense, Câmara Municipal de São Bernardo do Campo (1999).
- Título de Cidadão Jooense, Câmara Municipal de São José dos Campos (1999).
- Título de Cidadão Mariliense, Câmara Municipal de Marília (1999).
- Título de Cidadão Vargengrandense, Câmara Municipal de Vargem Grande (1999).
- Título de Cidadão Campolimpense, Câmara Municipal de Campo Limpo Paulista (1999).
- Título de Cidadão Guaraense, Câmara Municipal de Guará (2000).
- Título de Cidadão Santa-cruzense, Câmara Municipal de Santa Cruz do Rio Pardo (1999).
- Título de Cidadão Araraquarense, Câmara Municipal de Araraquara (1998).
- Título de Cidadão Assisense, Câmara Municipal de Assis (1998).
- Título de Cidadão Ferreirense, Câmara Municipal de Porto Ferreira (1999).
- Título de Cidadão Pederneirense, Câmara Municipal de Pederneiras (1999).
- Título de Cidadão Saltense, Câmara Municipal de Salto (1998).
- Título de Cidadão Tatuíano, Câmara Municipal de Tatuí (1999).
- Título de Cidadão Ararense, Câmara Municipal de Araras (1999).
- Título de Cidadão Galiense, Câmara Municipal de Gália (08/06/1999)[8].
- Título de Cidadão Sãomanuelense, Câmara Municipal de São Manuel (1998).
- Título de Cidadão Itaberense, Câmara Municipal de Itaberá (1998).
- Título de Cidadão Matonense, Câmara Municipal de Matão (1998).

## Livros publicados
- Aspectos penais do cheque. São Paulo: Ed. Revista dos Tribunais, 1976.
- Pena indeterminada. São Paulo: Ed. Revista dos Tribunais, 1978.
- Estudos jurídicos em homenagem a Manoel Pedro Pimentel. São Paulo: Ed. Revista dos Tribunais, 1993.
- Processo Penal . São Paulo: Ed. Acadêmica, 1995.
- Direito Penal. São Paulo: Ed. Saraiva, 1991.